# Schweiz Tourismus
Schweiz Tourismus, französisch Suisse Tourisme, italienisch Svizzera Turismo, rätoromanisch Svizra Turissem, sonst allgemein englisch Switzerland Tourism (Abkürzung ST), ist die nationale Organisation für Tourismusvermarktung der Schweiz mit Sitz in Zürich und Präsenz in 27 Ländern.

## Geschichte und Organisation
1917 wurde die Nationale Vereinigung zur Förderung des Reiseverkehrs gegründet und 1937 in Schweizerische Zentrale für Verkehrsförderung umbenannt. 1940 ist daraus eine öffentlich-rechtliche Körperschaft mit Sitz in Zürich entstanden. 1955 erfolgte die Umbenennung in Schweizerische Verkehrszentrale (SVZ) und 1996 in Schweiz Tourismus.
Die Aufsicht liegt beim Bundesrat, ausgeübt durch das Eidgenössische Departement für Wirtschaft, Bildung und Forschung (Art. 2 der Verordnung über Schweiz Tourismus vom 22. November 1963 (SR 935.211)).
Den Vorstand bilden 13 Vertreter aus Tourismus, Wirtschaft und Verbänden. Seit 1. Januar 2020 ist Brigitta M. Gadient Präsidentin der Organisation. Die operative Führung liegt bei Direktor Martin Nydegger. Das Unternehmen zählt (Stand 2024) weltweit 280 Mitarbeitende, verteilt auf 36 Büros in 22 Märkten.

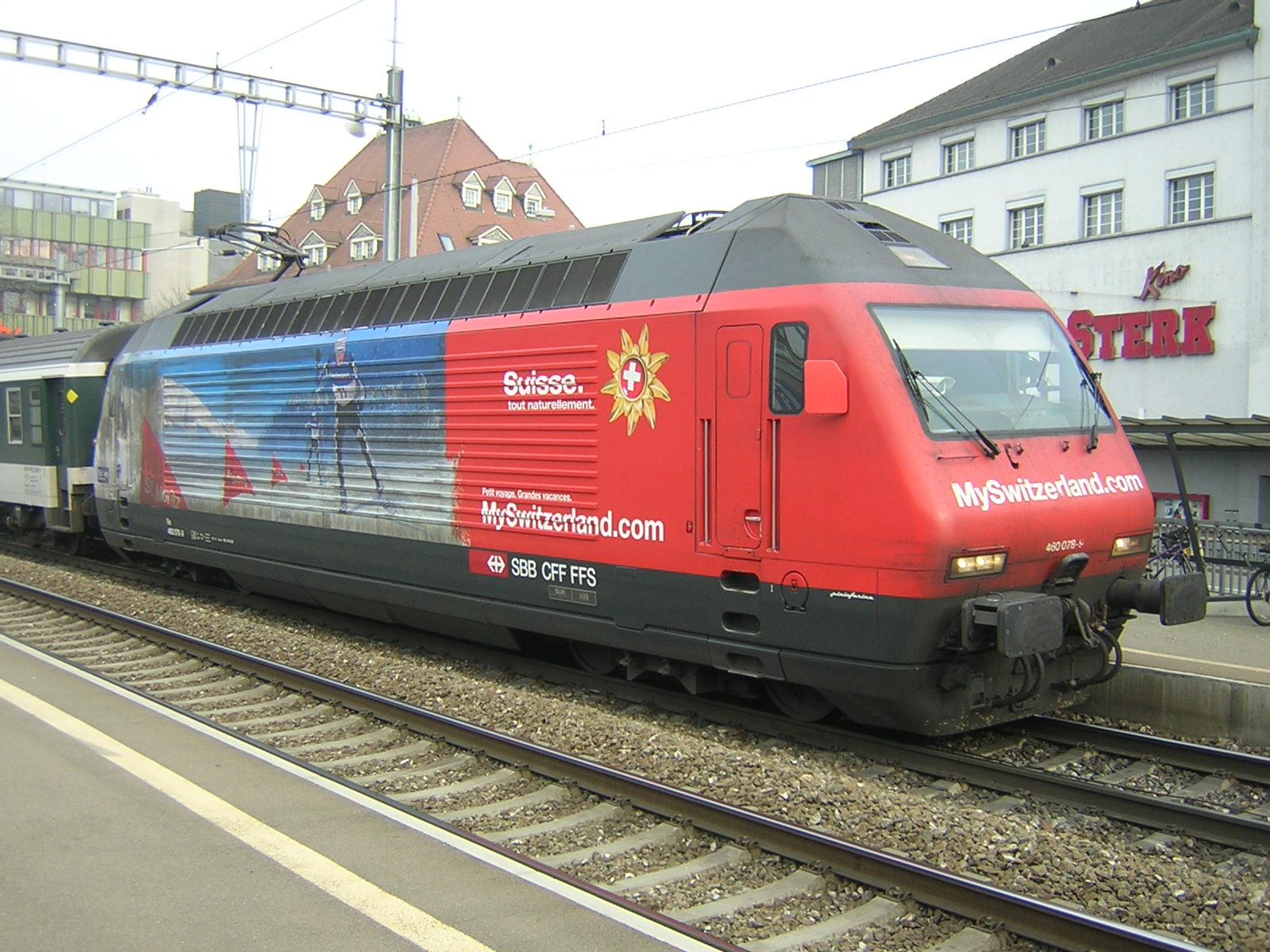
Werbung von Schweiz Tourismus auf einer SBB Re 460 mit der sogenannten «Goldblume» als Logo (2006)

Die nationale Vermarktungsorganisation gehörte zu jenen Organisationen im Bereich des Tourismus, die die elektronischen Medien sehr früh für ihren Zweck zu nutzen wusste. Dies gilt sowohl im nationalen Vergleich wie auch auf internationaler Ebene. Erste Anfänge, die noch nicht auf der Internettechnologie basierten, gehen auf das Jahr 1993 zurück; 1995 folgte der erste Webauftritt.
2021 wurden Roger Federer und Robert De Niro für eine Vermarktungskampagne engagiert. 2024 wurde ein komplett neuer Markenauftritt lanciert. Im April 2024 wurde die Auflösung der Unternehmenseinheit «Gesundheitstourismus» auf Ende Jahr angekündigt.
Die Vizepräsidentin Catherine Mühlemann trat per Ende März 2025 aus dem Vorstand von Schweiz Tourismus zurück. Markus Binkert, CEO SV Group und bereits von 2016 bis 2024 als Vertreter der Swiss im Vorstand von Schweiz Tourismus vertreten, wurde vom Bundesrat als ihr Nachfolger für die laufende Amtsperiode 2024–2027 gewählt.

## Agenden
Schweiz Tourismus fördert als öffentlich-rechtliche Körperschaft gemäss Bundesauftrag vom 16. Dezember 1994 die touristische Nachfrage «für das Ferien-, Reise- und Kongressland Schweiz» im In- und Ausland. Dazu entwickelt die Organisation ein Vermarktungsprogramm und sichert mit ihren Partnern die Umsetzung der Werbe- und Verkaufsmassnahmen.
Hauptaufgabe ist dabei die Entwicklung von qualitativ hochstehenden Vermarktungsprogrammen zur Stimulierung der Nachfrage und die Umsetzung dieser Programme auf internationalen Märkten.
Die Massnahmen von Schweiz Tourismus werden mit 220,5 Millionen Schweizer Franken Bundessubventionen im Rahmen der Standortförderung 2020 bis 2023 unterstützt.
Zu diesen Basisaktivitäten gehört unter anderem die Seite myswitzerland.com, in den derzeit rund fünf Prozent des gesamten Budgets fliessen. Die wichtigsten Anforderungen aus dem Grundauftrag von Schweiz Tourismus an die Internetpräsenz sind:
- Aufbau und Betreiben eines Schweiz-Portals für die Destination Schweiz als weltweiter Distributionskanal für Informationen mit marktspezifischen Angeboten für über 22 Märkte.[9]
- Rasches Auffinden der Partner durch offene Seitenstruktur und einfache Navigation.
- Integration und Verbreitung der Daten der Tourismusanbieter und Leistungsträger über ein leistungsstarkes Datennetzwerk.
- Erstellen von Internetadressen (URL), die direkt zu den Tourismuspartnern, deren Angebot und zur Buchung führen.
- Verbreitung von Nachrichten der Destinationen und Leistungsträger.
- Öffnung von weiteren Kanälen über das Internet durch Abschluss von Kooperationsverträgen mit potenten Distributionspartnern weltweit.

Schweiz Tourismus ist ein Hauptaktionär der Switzerland Travel Centre AG, dem nationalen Reisebüro der Schweiz (33 Prozent).
Eine weitere Tochter ist das Unternehmen e-domizil AG, ein Vermittler von Ferienwohnungen. Dieses Unternehmen gehört zur Frankfurter e-domizil-Gruppe.

## Nachweise und Rechtsquellen
- Impressum, myswitzerland.com
- Portrait ST, auf STnet: Über uns – Informationen zur Organisation Schweiz Tourismus
- Bundesgesetz über Schweiz Tourismus vom 21. Dezember 1955, SR 935.21; 
Verordnung über Schweiz Tourismus vom 22. November 1963, RS 935.211 (beide  i.d.g.F. online, admin.ch).

1. ↑  Patrick Zehnder: Schweizerische Verkehrszentrale (SVZ). In: Historisches Lexikon der Schweiz.  4. April 2016, abgerufen am 3. Januar 2021.
2. ↑  Bundesrat wählt Brigitta M. Gadient zur neuen Präsidentin von Schweiz Tourismus. In: admin.ch. Bundesrat der Schweiz, 29. November 2019, abgerufen am 4. Juni 2024.
3. ↑  Marcel Niedermann: Neue Marketingkampagne – Roger wartet auf De Niro: Schweiz Tourismus setzt auf Promis. In: srf.ch. 5. Mai 2021, abgerufen am 16. Mai 2021.
4. ↑  Nach der Goldblume: Schweiz Tourismus lanciert neue Markenwelt. In: persoenlich.com. 29. April 2024, abgerufen am 19. Mai 2024.
5. ↑  Schweiz Tourismus stellt Gesundheitstourimus ein. In: htr.ch. 25. April 2024, abgerufen am 7. Juni 2025.
6. ↑  Markus Binkert ist neuer Vizepräsident von Schweiz Tourismus. In: admin.ch. 21. März 2025, abgerufen am 23. März 2025.
7. ↑  Botschaft zur Standortförderung 2020–2023. (PDF) In: newsd.admin.ch. Schweizerische Eidgenossenschaft, abgerufen am 4. Juni 2024.
8. ↑  Detailinformationen zu: A231.0192 / Schweiz Tourismus. Datenbank der Bundessubventionen. In: admin.ch. Abgerufen am 7. November 2020.
9. ↑  Facts & Figures. In: stnet.ch. Abgerufen am 12. November 2020.
10. ↑  Impressum, Nutzungsbedingungen & Datenschutz. In: .e-domizil.ch. Abgerufen am 4. Juni 2024.
11. ↑  STC Switzerland Travel Centre/e-domizil (Memento vom 20. Juni 2015 im Internet Archive)
12. ↑  e-domizil Impressum. In: e-domizil.de. Abgerufen am 23. Januar 2021.
13. ↑  e-domizil mit Umsatzplus im Ferienland Schweiz. In: htr.ch. 27. Januar 2020, abgerufen am 30. Januar 2020.